# Acquedotto greco-romano
L'acquedotto greco-romano è un acquedotto sotterraneo sito nel sottosuolo di Napoli, costruito a partire dal IV secolo a.C..

## Storia

### Le origini
Le cavità della Napoli sotterranea vennero realizzate dai coloni greci che nel IV secolo a.C. cominciarono ad estrarre il materiale lapideo necessario ad edificare la città che si trova sopra di esse: Neapolis (dal greco νεα-nuova e πολις-città) ossia nuova città, localizzata nel cosiddetto quartiere Pendino, era racchiusa in un perimetro rettangolare, le cui mura seguivano il tracciato di via Foria a nord, via Costantinopoli ad ovest, la strada attigua a Castel Capuano a est e verso sud il mare, che allora giungeva all'attuale corso Umberto I.
Tale città era distinta e separata dalla prima fondazione avvenuta nel IX secolo a.C. ad opera dei Cumani, che attraversarono il Mediterraneo per commerciare e costruirono una cittadella di approdo sull'isolotto di Megaride, nei pressi dell'attuale Castel dell’Ovo, chiamata Partenope e successivamente Palaepolis, ossia vecchia città.
Queste cavità nate dunque come cave estrattive furono successivamente sfruttate come acquedotto dagli stessi greci, i quali misero in correlazione le cisterne attraverso una rete di cunicoli che andavano a prelevare l'acqua da una sorgente alle falde del monte Somma, nel paese di Volla, da cui nacque il nome "acquedotto della Bolla".

### L'ampliamento romano
In seguito i romani ampliarono questo sistema in epoca augustea, creando 400 km di cunicoli e cisterne sotterranee che dalla sorgente del Serino, sul monte Terminio, in Irpinia, distribuiva l'acqua in tre diramazioni principali. Una giungeva fino ai paesi di Pompeii, Ercolano e Stabiae; la seconda approvvigionava Napoli, Casalnuovo e Acerra; la terza arrivava a Bacoli per riempire la cosiddetta Piscina Mirabilis, un immenso serbatoio di 12 000 mc di capacità, alta 15 metri, lunga 72 e larga 25, ricoperta da una volta a botte sostenuta da 48 enormi pilastri cruciformi, capolavoro di ingegneria romana, ancora oggi visitabile.

### Il periodo spagnolo
Durante il vice regno spagnolo nel XVII secolo l'espansione demografica rese necessario l'ampliamento della rete idrica e ci pensò un privato: il conte di Carmignano, il quale a sue spese costruì un nuovo acquedotto fatto sostanzialmente da cunicoli, che, in alcuni tratti, correva superiormente a quello greco-romano riempiendolo per caduta.
Alla metà del Settecento fu il Vanvitelli, per volere di re Carlo III di Borbone (da cui il nome Carolino), a creare un nuovo ponte, prelevando le acque dal Faenza, passando per il casertano, per alimentare le fontane monumentali della reggia e giungendo ancora a Napoli.

### La dismissione
Nel 1884 il Regno d'Italia decretò la definitiva chiusura dell'acquedotto della Bolla, poiché l'epidemia di colera dell'anno precedente ne aveva inquinato le acque, in quanto la rete fognaria correva superiormente all'acquedotto non intubata, ed essendo il tufo un materiale permeabile aveva consentito il trapasso dei liquami infetti nella rete idrica.
Da quell'anno al 1942 la sorte di questo acquedotto è stata quella di discarica abusiva; la gente gettava nei pozzi di tutto, dai rifiuti ai residui edilizi della ricostruzione del secondo dopoguerra. Nel 1942 Napoli necessitava di un ricovero antiaereo, e il Genio civile decise di riaprire queste cavità apportando alcune modifiche. La prima fu la costruzione delle scale, in quanto prima si accedeva al sottosuolo soltanto attraverso i pozzi; la seconda consistette nell'occlusione dei pozzi costruendo pilastri per evitare che le bombe penetrassero nel sottosuolo. Questi pilastri non hanno infatti funzione reggente in quanto la statica delle cavità è assicurata dalla forma tronco-trapezoidale che i greci sapientemente le conferirono, e che raccoglie le forze dall'alto e le distribuisce sulle pareti laterali tramite i lati obliqui.
Successivamente si ricolmò il suolo di terreno per evitare di asportare i detriti, cosicché quello su cui si cammina quando si visitano le cavità dell'antico acquedotto non è il piano di calpestio originale ma un modesto spessore di sedimenti, quello originale è a circa 5 m più sotto. Gli accessi per visitare l'antico acquedotto greco-romano sono in piazza San Gaetano, 68 e Vico S.anna di palazzo 52.